# Luiz Fernando Faria
Luiz Fernando Ramos Faria (Santos Dumont, 12 de setembro de 1957) é um político e engenheiro brasileiro, filiado ao Partido Social Democrático (PSD). É deputado federal pelo estado de Minas Gerais. 

## Biografia
Aos 26 anos assumiu a presidência do Grupo São Luiz, empresa de sua família.
Presidiu por 10 anos o Sindicato Rural de Santos Dumont, acumulando experiência principalmente no setor agropecuário e da classe dos trabalhadores rurais. 
Em 1994 candidatou-se a deputado estadual.
Em 1998 foi reeleito com mais de 47 mil votos, sendo o 15º deputado estadual mais votado de Minas Gerais. Foi relator da CPI do Preço do Leite, na Assembleia Legislativa do Estado de Minas Gerais.
Em 2002 foi reeleito para seu terceiro mandato, com uma votação acima dos 65 mil votos.
Em 2006, candidatou-se a deputado federal, foi eleito com 88.610 mil votos.
Em 2010 foi reeleito deputado federal, obtendo 105.413 votos.
Foi reeleito para o seu terceiro mandato de deputado federal em 2014, para a 55.ª legislatura (2015-2019), com 117.542 votos, pelo Partido Progressista. Votou a favor do Processo de impeachment de Dilma Rousseff. Posteriormente, votou a favor da PEC do Teto dos Gastos Públicos. Em abril de 2017 foi favorável à Reforma Trabalhista. Em agosto de 2017 votou contra o processo em que se pedia abertura de investigação do então Presidente Michel Temer, ajudando a arquivar a denúncia do Ministério Público Federal.

## Operação Lava Jato
De acordo com a Polícia Federal, os deputados José Otávio Germano (PP-RS) e Luiz Fernando Ramos Farias (PP-MG) agiram em favor da contratação empresa Fidens Engenharia para atuar em obras do Comperj, no Rio de Janeiro, e da Refinaria Premium I, no Maranhão, da Petrobras. Para viabilizar a contratação da companhia pela estatal, os parlamentares pagaram propina de R$ 200.000 em espécie no hotel Fasano, no Rio de Janeiro, para Paulo Roberto Costa, então diretor de abastecimento da Petrobras e delator do escândalo do Petrolão.
Em 30 de março de 2016 foi denunciado pela Procuradoria Geral da República (PGR) pelos crimes de corrupção passiva e ocultação de bens no âmbito da Operação Lava Jato.
Em decisão do STF em abril de 2018, Luiz Fernando Faria foi absolvido das acusações por falta de provas. 
Por unanimidade, Supremo Tribunal Federal rejeitou denúncia da PGR, inocentando os parlamentares Luiz Fernando Faria e José Otávio Germano das acusações.